# Hesperiidae
Los hespéridos o hesperíidos (Hesperiidae)  son una familia de lepidópteros ditrisios que incluye mariposas pequeñas y robustas, de cabeza grande y tórax ensanchado. Estas mariposas, conocidas por su característico vuelo rápido y errático, suelen ser de tamaño pequeño a mediano y tienen una estructura corporal que las distingue de otras familias de lepidópteros. 

## Distribución geográfica
Se estima que existen unas 3,500 especies distribuidas a lo largo de diversas regiones del mundo, lo que hace de los hespéridos una de las familias más diversas de mariposas. Su diversidad alcanza su máximo en la Región Neotropical, donde se encuentran más de la mitad de las especies conocidas, pero también están presentes en otras áreas como el sudeste asiático, África y América del Norte.

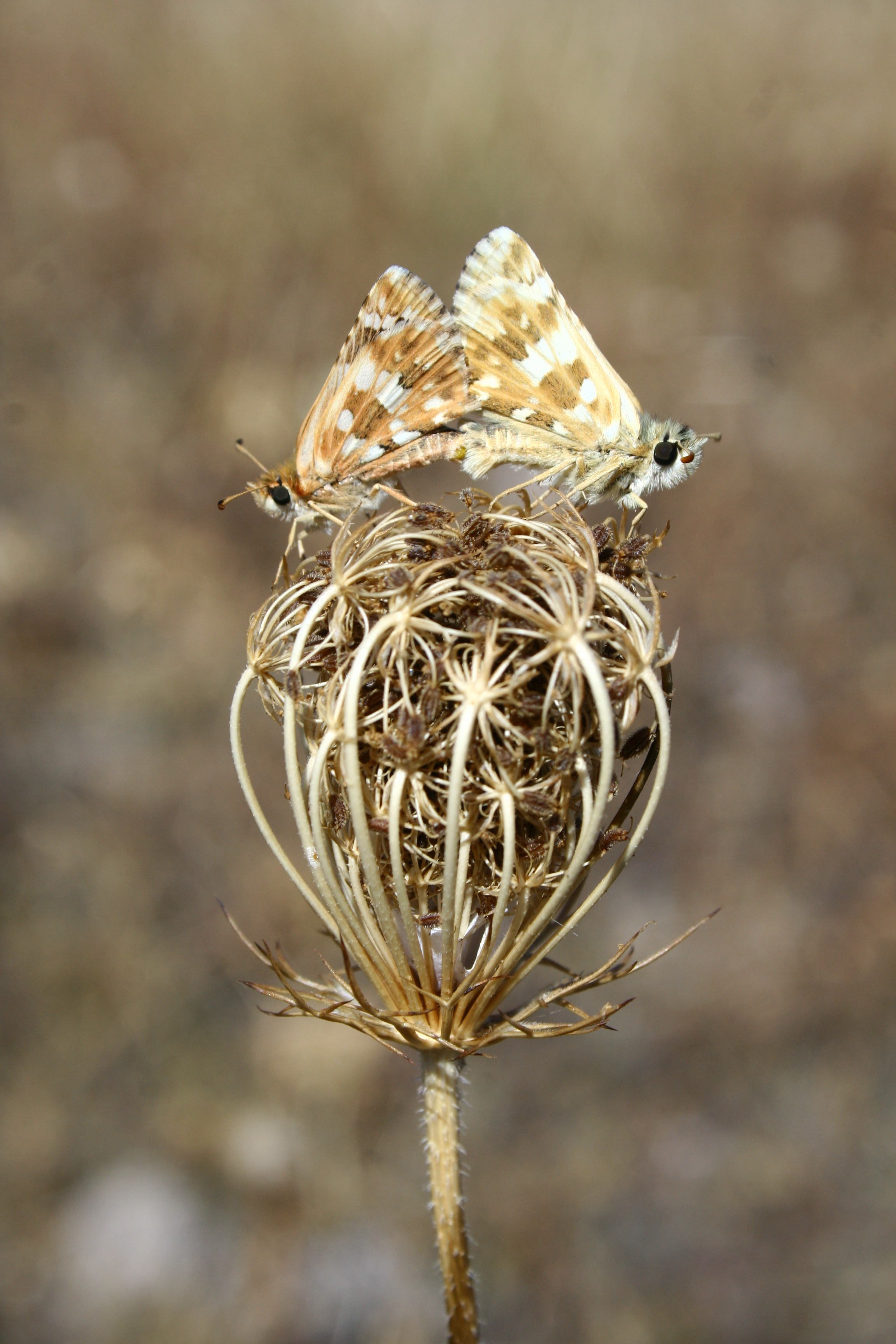
Mariposas del género Pyrgus en proceso de apareamiento. Son lepidópteros de la familia Hesperiidae, y podrían pertenecer a 4 especies: P. malvae, P. armoricanus, P. serratulae o P. alveus. La imagen fue tomada en las proximidades del Embalse de Pinilla (Valle del Lozoya), en la Comunidad de Madrid.

## Origen del nombre
El nombre "hesperíido" proviene del género Hesperia, que a su vez hace referencia a Hesperus, el dios griego de la noche, y las ninfas Hespérides, lo que refleja la tendencia de estas mariposas a ser más activas al atardecer.
Esta familia fue descrita por Pierre-André Latreille en 1809. Su nombre deriva del del género Hesperia, descrito por Johan Christian Fabricius en 1793.. En francés, sólo algunas especies de esta familia se llaman Hespéries. En inglés, se les llama skippers, en referencia a su vuelo rápido, errático y a menudo cercano al suelo.

## Coloraciones
Los hespéridos presentan una gran variabilidad en cuanto a colores y patrones de sus alas, que generalmente son de tonos oscuros o marrones, a menudo con marcas o puntos en blanco o amarillo. Esta coloración camuflada les ayuda a pasar desapercibidas entre la vegetación y protegerse de los depredadores.

## Biología y ecología
En cuanto a su biología, los hespéridos tienen una fase larval que suele alimentarse de plantas herbáceas, y sus orugas son conocidas por ser muy voraces, alimentándose de una variedad de especies vegetales. A menudo, estas orugas tienen adaptaciones que les permiten esconderse o mimetizarse con su entorno, lo que les brinda una protección adicional durante su desarrollo. Como adultos, las mariposas hespéridas se caracterizan por un vuelo rápido y directo, en el que sus alas batirán rápidamente y harán pequeñas pausas, lo que les otorga un aspecto errático y ágil.
A pesar de su tamaño modesto, los hespéridos tienen un papel ecológico importante como polinizadores de diversas plantas. La familia incluye géneros como Papilio, Atalopedes y Hesperia, que son conocidos no solo por su amplia distribución, sino también por sus interacciones ecológicas, como las relaciones con plantas hospedadoras y su influencia en los ecosistemas donde habitan.
La familia Hesperiidae continúa siendo objeto de estudio, tanto por su notable diversidad como por su capacidad de adaptación a diferentes hábitats a nivel mundial.

## Características
Se caracterizan y diferencian de las demás familias de mariposas por las antenas muy separadas en la base, acabadas en punta y generalmente curvadas, en forma de gancho. Las venas del ala anterior no presentan ramificaciones, partiendo todas de la base del ala o de la celda; tienen cinco venas radiales, que parten todas desde la celda. Tienen un vuelo  rápido y errático, que les ha valido en inglés el nombre de skippers (saltarines). Las orugas son cilíndricas, de cabeza grande y cuello estrechado y viven ocultas en hojas que enrollan y fijan con hilos de seda.
Tradicionalmente, los Hesperiidae se colocaban en una superfamilia monotípica  Hesperioidea, porque son morfológicamente distintos de otros Rhopalocera (mariposas), que en su mayoría pertenecen a la típica superfamilia de mariposas Papilionoidea. La tercera superfamilia de mariposas, bastante pequeña, es la de las polillas-mariposas (Hedyloidea), que están restringidas al Neotrópico, pero recientes análisis filogenéticos sugieren que los Papilionoidea tradicionales son parafiléticos, por lo que las subfamilias deberían reorganizarse para reflejar verdaderas relaciones cladísticas..

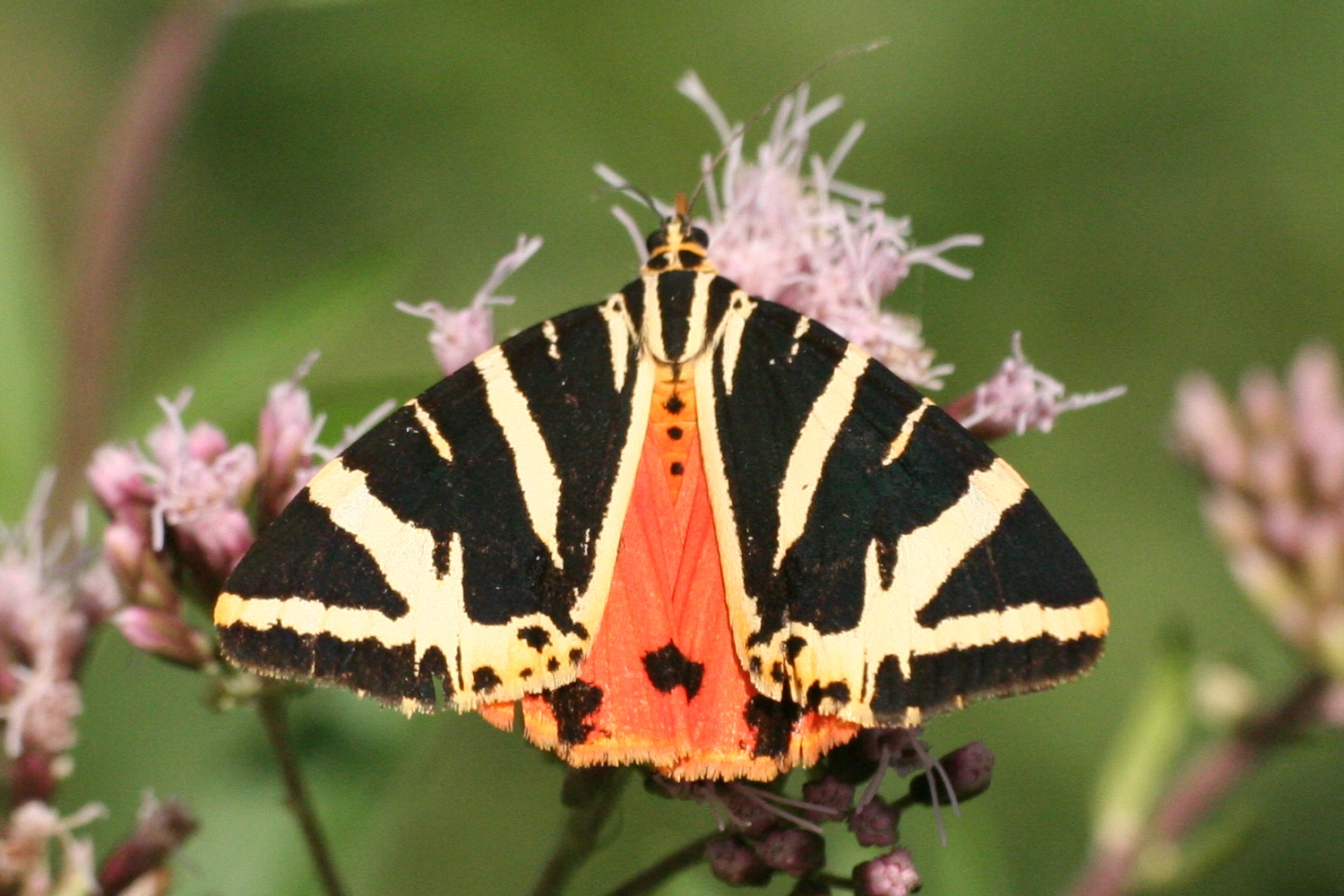
Euplagia quadripunctaria.

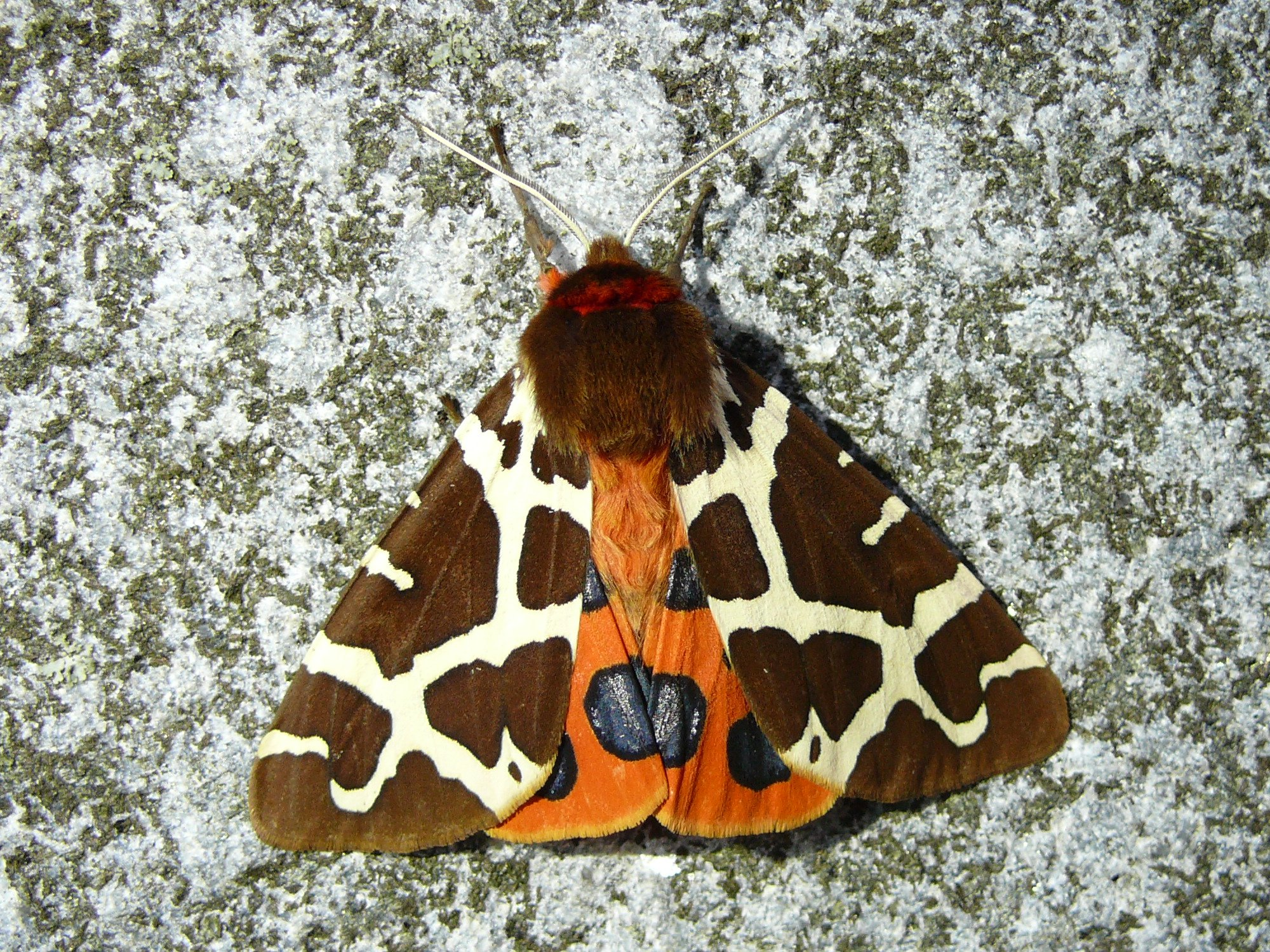
Arctia caja.

Colectivamente, estos tres grupos de mariposas comparten muchas características, especialmente en los estadios de huevo, larva y pupa.  Sin embargo, los volantones tienen las antenas enganchadas hacia atrás como una aguja de ganchillo, mientras que las mariposas típicas tienen las puntas de las antenas en forma de garrote, y las mariposas-polilla tienen antenas emplumadas o pectinadas (en forma de peine) similares a las polillas. Las saltarinas también tienen cuerpos más robustos y ojos compuestos más grandes que los otros dos grupos, con músculos alares más fuertes en el tórax, por lo que se parecen más a muchas polillas que los otros dos linajes de mariposas. Sin embargo, a diferencia, por ejemplo, de las Arctiinae, sus alas suelen ser pequeñas en proporción a su cuerpo. Algunas tienen alas más grandes, pero rara vez tan grandes en proporción al cuerpo como en otras mariposas. Los salteadores mantienen sus alas generalmente inclinadas hacia arriba o extendidas cuando están en reposo, y rara vez las pliegan completamente.

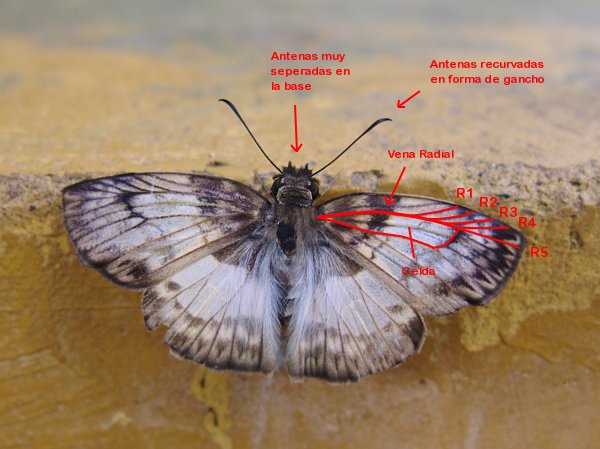
Morfología de un hespérido
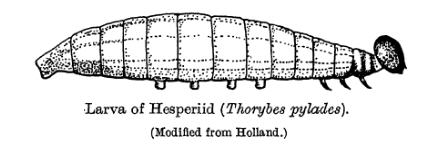
Oruga de un hespérido

## Taxonomía: posición dentro de los lepidópteros
La familia Hesperiidae estuvo durante mucho tiempo incluida en la superfamilia Hesperioidea, de la que constituía la única familia. La asociación de las superfamilias Hesperioidea y Papilionoidea formó entonces el suborden Rhopalocera (o "mariposas diurnas").
Sin embargo, los avances en la filogenia molecular ponen en tela de juicio esta clasificación: estudios recientes  muestran que la familia Hesperiidae debería incluirse en la superfamilia Papilionoidea (lo que coincide por tanto con la noción obsoleta de Rhopalocera), mientras que la superfamilia Hesperioidea ya no tiene razón de existir.
Filogenia de las familias actuales de la superfamilia Papilionoidea, según Heikkilä et al., 2012,  y Espeland et al., 2018:
|  | Hedylidae   |
|  |             |
|  | Hesperiidae |
|  |             |

|  | Nymphalidae                                               |
|  |                                                           |
|  | \| \| Riodinidae \| \| \| \| \| \| Lycaenidae \| \| \| \| |
|  |                                                           |
|  | Riodinidae                                                |
|  |                                                           |
|  | Lycaenidae                                                |
|  |                                                           |

|  | Riodinidae |
|  |            |
|  | Lycaenidae |
|  |            |

|  | Nymphalidae                                               |
|  |                                                           |
|  | \| \| Riodinidae \| \| \| \| \| \| Lycaenidae \| \| \| \| |
|  |                                                           |
|  | Riodinidae                                                |
|  |                                                           |
|  | Lycaenidae                                                |
|  |                                                           |

|  | Riodinidae |
|  |            |
|  | Lycaenidae |
|  |            |

|  | Hedylidae   |
|  |             |
|  | Hesperiidae |
|  |             |

|  | Nymphalidae                                               |
|  |                                                           |
|  | \| \| Riodinidae \| \| \| \| \| \| Lycaenidae \| \| \| \| |
|  |                                                           |
|  | Riodinidae                                                |
|  |                                                           |
|  | Lycaenidae                                                |
|  |                                                           |

|  | Riodinidae |
|  |            |
|  | Lycaenidae |
|  |            |

|  | Nymphalidae                                               |
|  |                                                           |
|  | \| \| Riodinidae \| \| \| \| \| \| Lycaenidae \| \| \| \| |
|  |                                                           |
|  | Riodinidae                                                |
|  |                                                           |
|  | Lycaenidae                                                |
|  |                                                           |

|  | Riodinidae |
|  |            |
|  | Lycaenidae |
|  |            |

|  | Hedylidae   |
|  |             |
|  | Hesperiidae |
|  |             |

|  | Nymphalidae                                               |
|  |                                                           |
|  | \| \| Riodinidae \| \| \| \| \| \| Lycaenidae \| \| \| \| |
|  |                                                           |
|  | Riodinidae                                                |
|  |                                                           |
|  | Lycaenidae                                                |
|  |                                                           |

|  | Riodinidae |
|  |            |
|  | Lycaenidae |
|  |            |

|  | Nymphalidae                                               |
|  |                                                           |
|  | \| \| Riodinidae \| \| \| \| \| \| Lycaenidae \| \| \| \| |
|  |                                                           |
|  | Riodinidae                                                |
|  |                                                           |
|  | Lycaenidae                                                |
|  |                                                           |

|  | Riodinidae |
|  |            |
|  | Lycaenidae |
|  |            |

|  | Hedylidae   |
|  |             |
|  | Hesperiidae |
|  |             |

|  | Nymphalidae                                               |
|  |                                                           |
|  | \| \| Riodinidae \| \| \| \| \| \| Lycaenidae \| \| \| \| |
|  |                                                           |
|  | Riodinidae                                                |
|  |                                                           |
|  | Lycaenidae                                                |
|  |                                                           |

|  | Riodinidae |
|  |            |
|  | Lycaenidae |
|  |            |

|  | Nymphalidae                                               |
|  |                                                           |
|  | \| \| Riodinidae \| \| \| \| \| \| Lycaenidae \| \| \| \| |
|  |                                                           |
|  | Riodinidae                                                |
|  |                                                           |
|  | Lycaenidae                                                |
|  |                                                           |

|  | Riodinidae |
|  |            |
|  | Lycaenidae |
|  |            |

### Clasificación interna

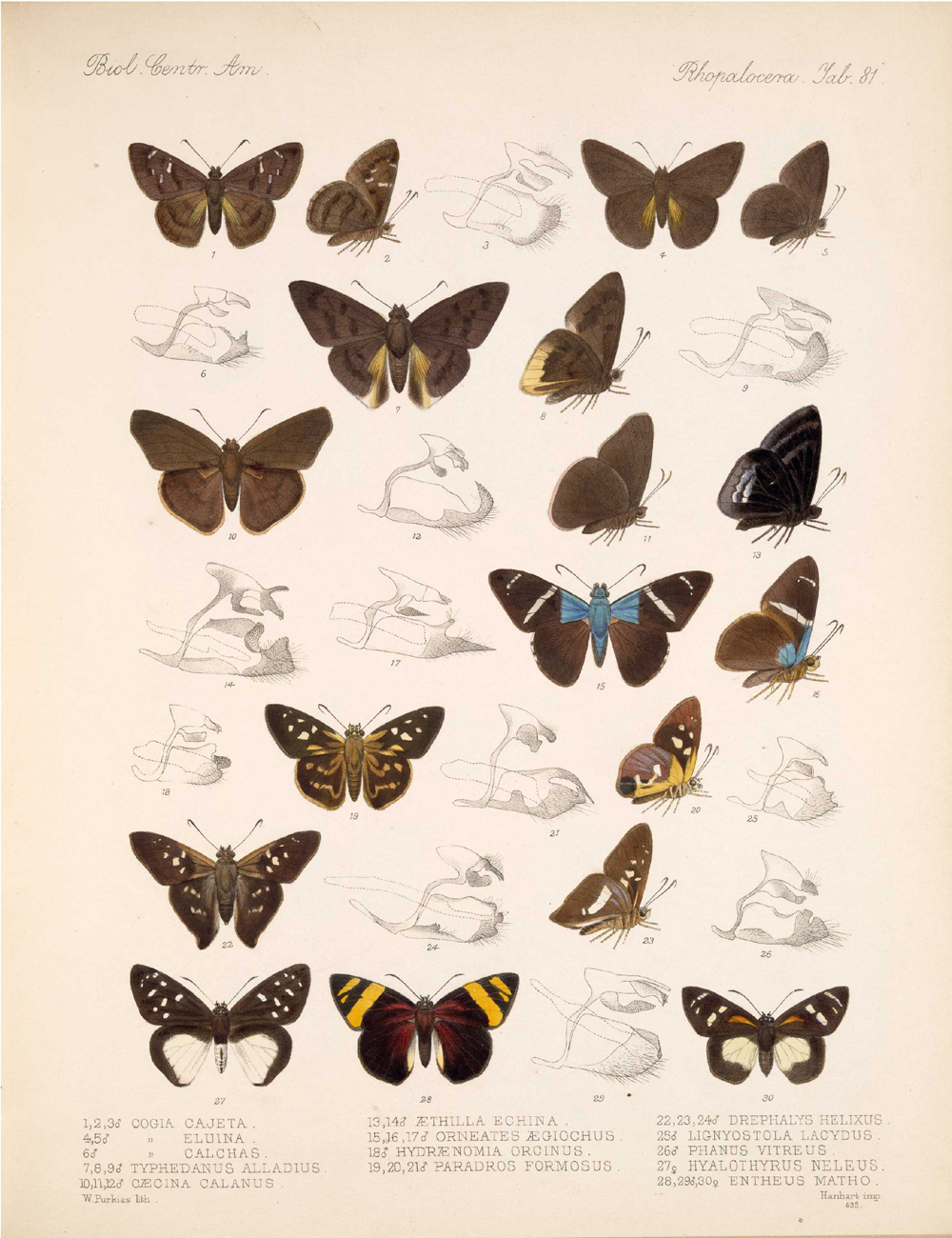
Hesperiidae de América del Norte.

Los estudios más recientes conducidos por Andrew Warren y sus colaboradores reconocen la existencia de 7 subfamilias en el seno de esta familia, cuya relación de parentesco es la que muestra el siguiente árbol filogenético:

## Diversidad

### Coeliadinae
Mariposas relativamente grandes, con un tórax ensanchado y un abdomen comparativamente estrecho y corto. Tienen ojos prominentes y sus principales caracteres diagnósticos (poco aparentes) son el tener el tercer segmento de los palpos labiales largos y delgados (en forma de lezna o punzón), poseer un solo par de chaetosemata (setas sensoriales) sobre la cabeza (2 en las demás subfamilias) y por no tener, en la base de las antenas (como en el resto de subfamilias), un mechón de escamas filiformes (pestaña) que se extiende sobre el ojo. Las alas anteriores son largas y estrechas y las posteriores redondeadas.
Las orugas, de colores vivos, se alimentan de dicotiledóneas. Hay 75 especies de las zonas tropicales de África, Australasia y Asia Oriental.

### Euschemoninae

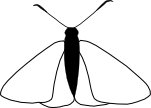

Subfamilia con una única especie australiana (Euschemon rafflesia). Se trata de una mariposa grande, de colores vivos, con una característica absolutamente única en la familia de las Hesperiidae y en los Ropalóceros en general: las alas anteriores y posteriores tienen frenulum y retinaculum, estructuras constituidas por escamas modificadas que mantienen las dos alas solidarias durante el vuelo.

### Pyrginae

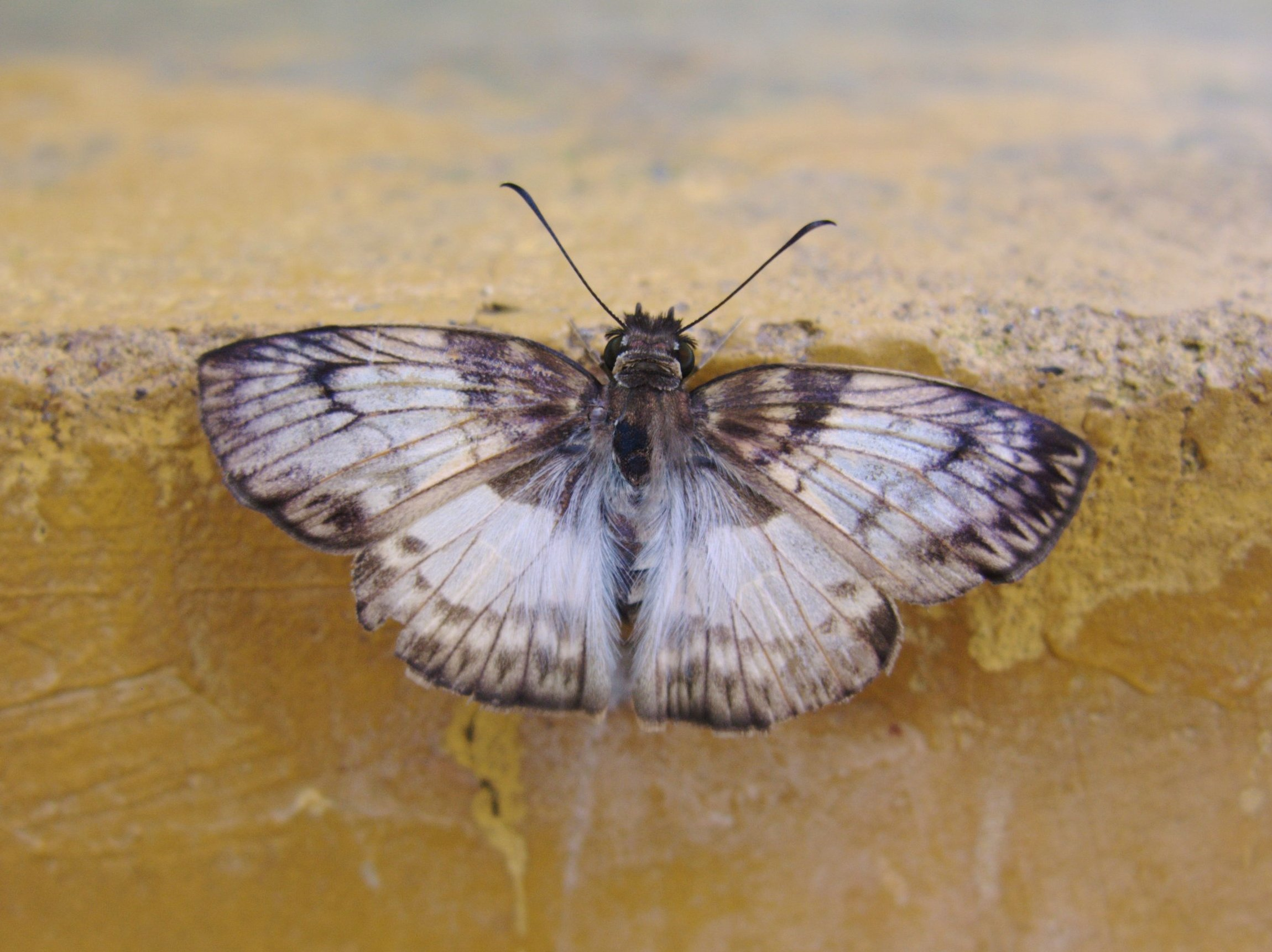
Mylon menippus

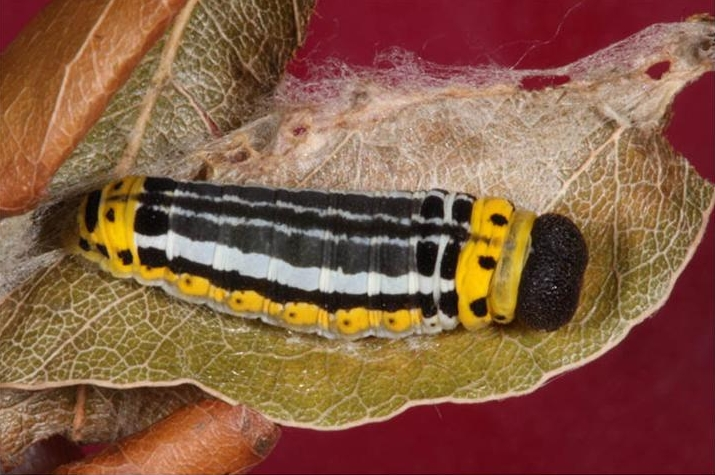
Oruga de Netrocoryne repanda.

Las alas delanteras de los machos presentan a menudo un pliegue costal que alberga las androconias. Posan con las alas extendidas, frecuentemente en el envés de las hojas. El ala posterior tiene una forma redondeada o trapezoidal. Las orugas se alimentan de dicotiledóneas. 130 géneros y unas 1150 especies, de distribución cosmopolita pero de las cuales unas 750 son neotropicales. Incluye las especies de la antiguamente considerada subfamilia de las Pyrrhopyginae.

### Eudaminae
Al igual que las mariposas de la subfamilia de las Pyrginae, en la que antiguamente se incluían, posan con las alas extendidas. Ala posterior alargada a lo largo de las venas anales, a veces prolongada por una llamativa cola, confiriéndole al ala un perfil más o menos triangular. Las orugas se alimentan de fabáceas y otras dicotiledóneas. Exceptuando un único género de Asia Oriental (Lobocla), la mayoría de las especies de esta subfamilia viven en el Neotrópico alcanzando algunas especies Norte América. 52 géneros. Urbanus proteus (ver ilustración) es una de las especies con colas.

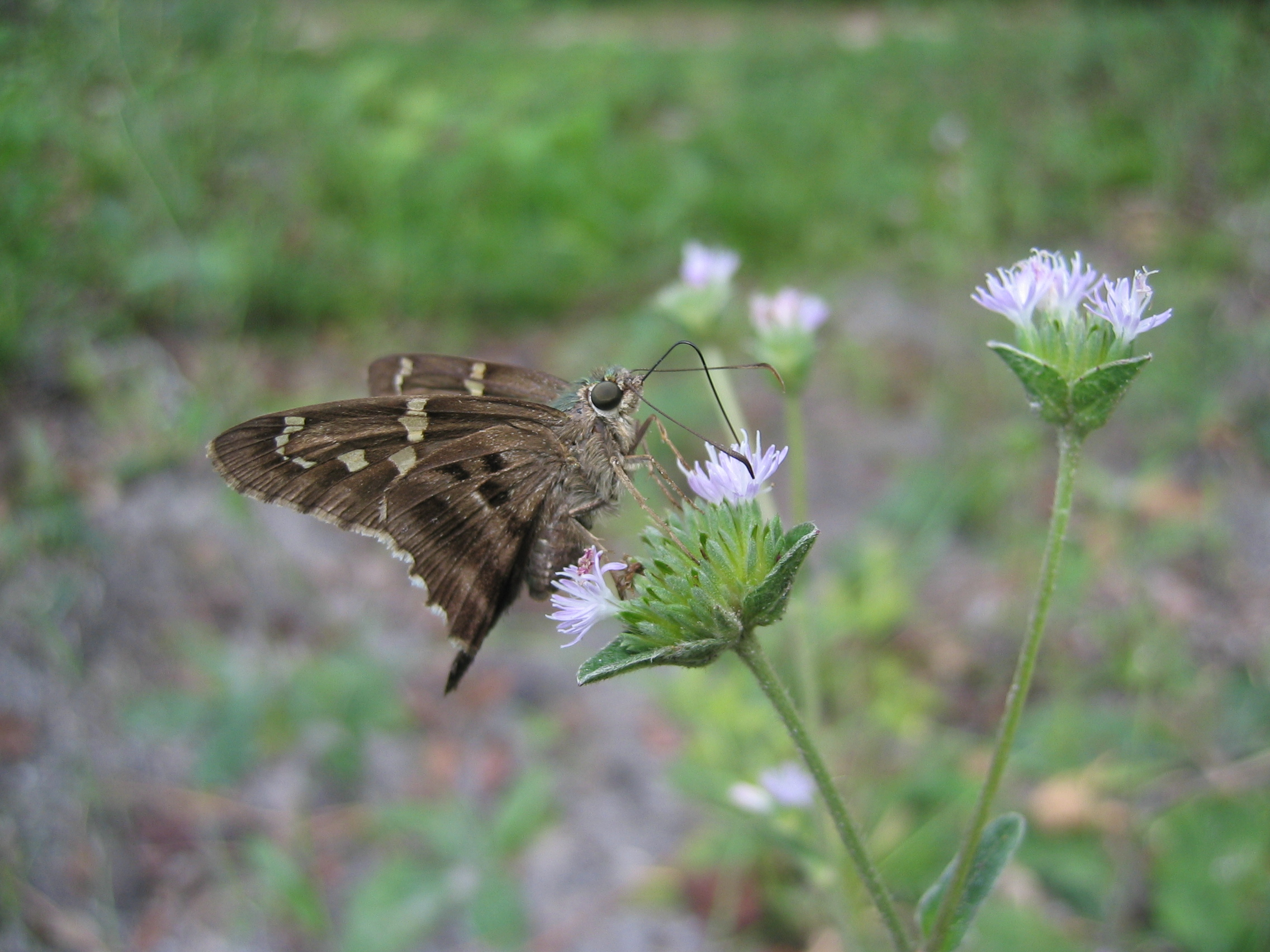
Urbanus proteus

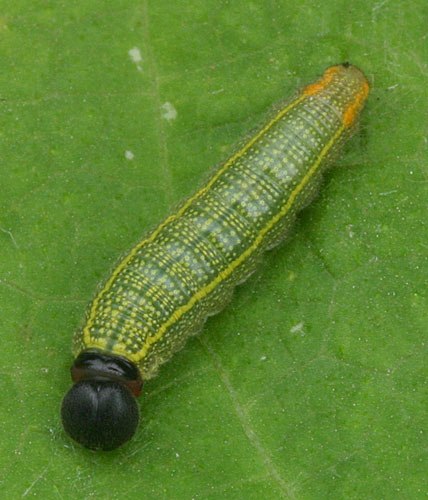
Urbanus proteus

### Heteropterinae
Mariposas pequeñas, de unos 30-40 mm de envergadura, de cuerpo esbelto y alas comparativamente anchas. La cabeza y el tórax son menos anchos que en otras Hesperiidae. El abdomen es más estrecho y generalmente más largo que las alas posteriores. Dos caracteres distintivos, aunque poco evidentes a simple vista, son los palpos labiales alargados y pelosos así como la ausencia o la fuerte reducción de la epífisis en la tibia de las patas anteriores. Las alas tienen generalmente la cara superior de color castaño oscuro con manchas crema o anaranjadas. La cara inferior reproduce el mismo dibujo, con las manchas de un color más claro. En reposo, al tomar el sol, mantienen las alas abiertas unos 45 grados. Las orugas se alimentas de hierbas de la familia de las Poáceas. 16 géneros 170 especies. África tropical, Paleártico y Neotrópico (100 especies).

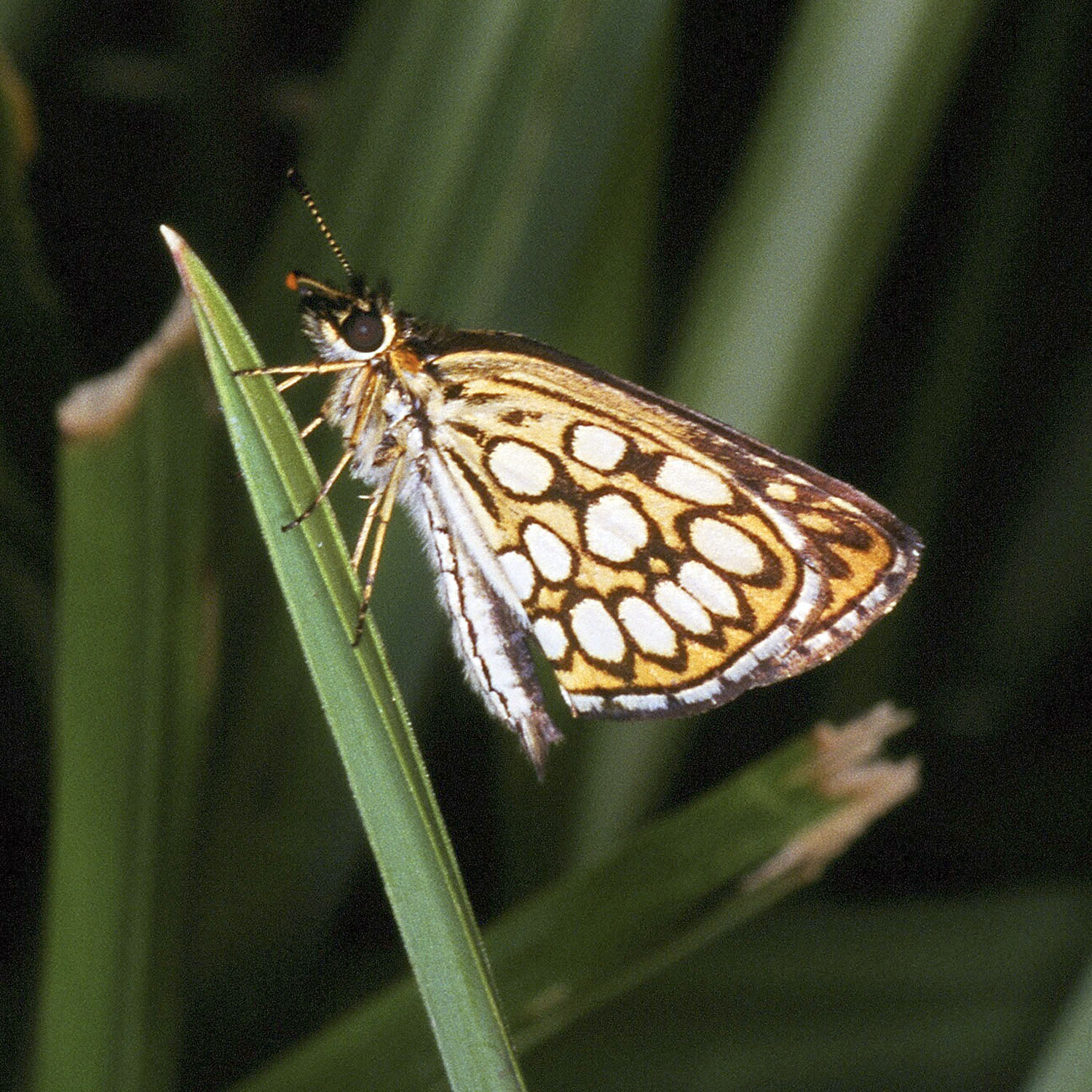
Heteropterus morpheus

### Hesperiinae
Las alas, en reposo, tienen una disposición particular, con las alas delanteras horizontales y las traseras medio abiertas, formando un ángulo con las delanteras. La vena M2 del ala delantera marcadamente curvada hacia la vena M3. Las orugas se alimentan principalmente de monocotiledóneas, habiéndose especializado algunas especies en perforar las raíces y los tallos de yuca y de ágave. Estas especies se agrupaban antiguamente en una subfamilia separada (Megathyninae) pero los caracteres particulares que presentan se deben, fundamentalmente, al alto grado de especialización alcanzado por estas especies. Hay 325 géneros y 2000 especies de distribución cosmopolita, la mitad de ellas neotropicales.

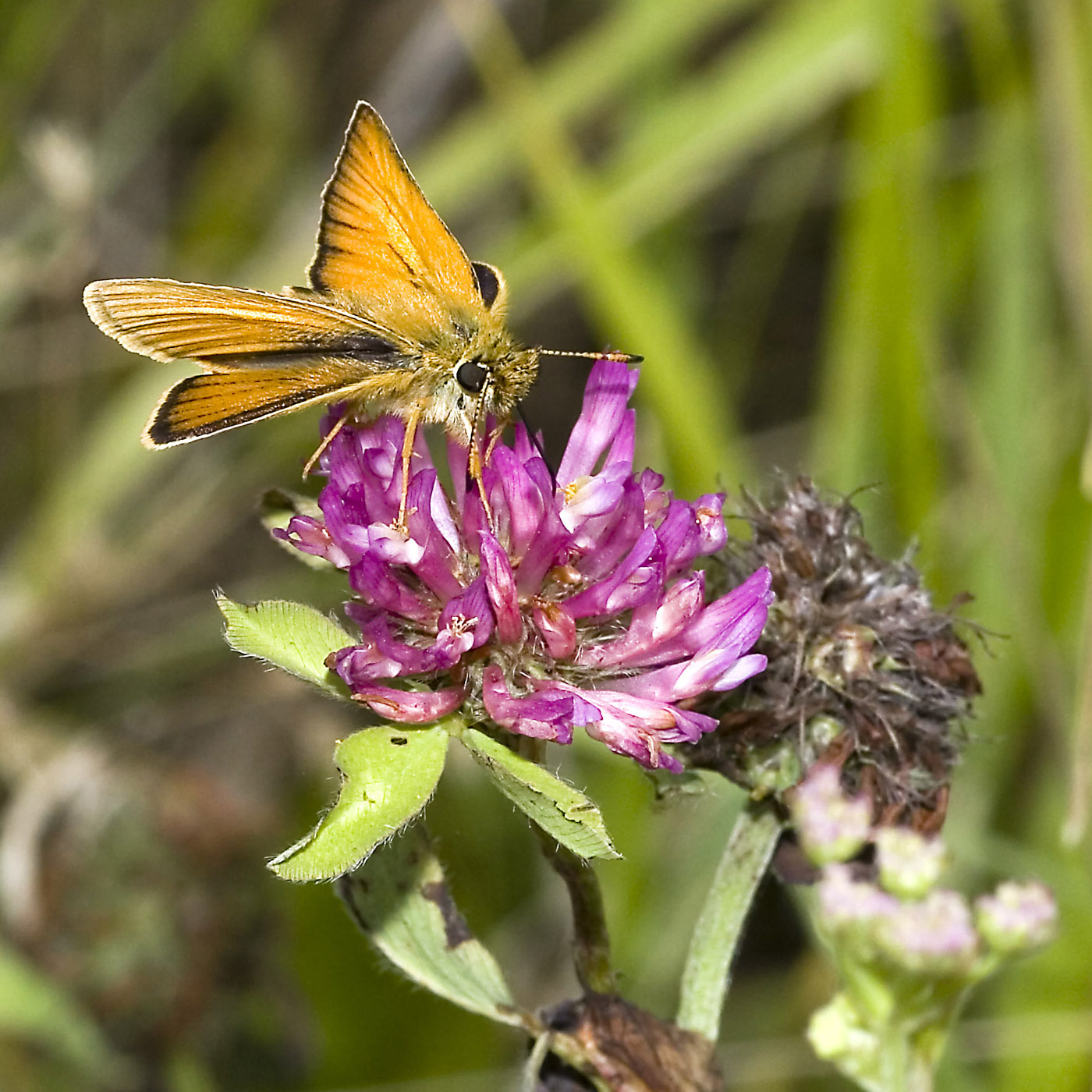
Thymelicus lineola

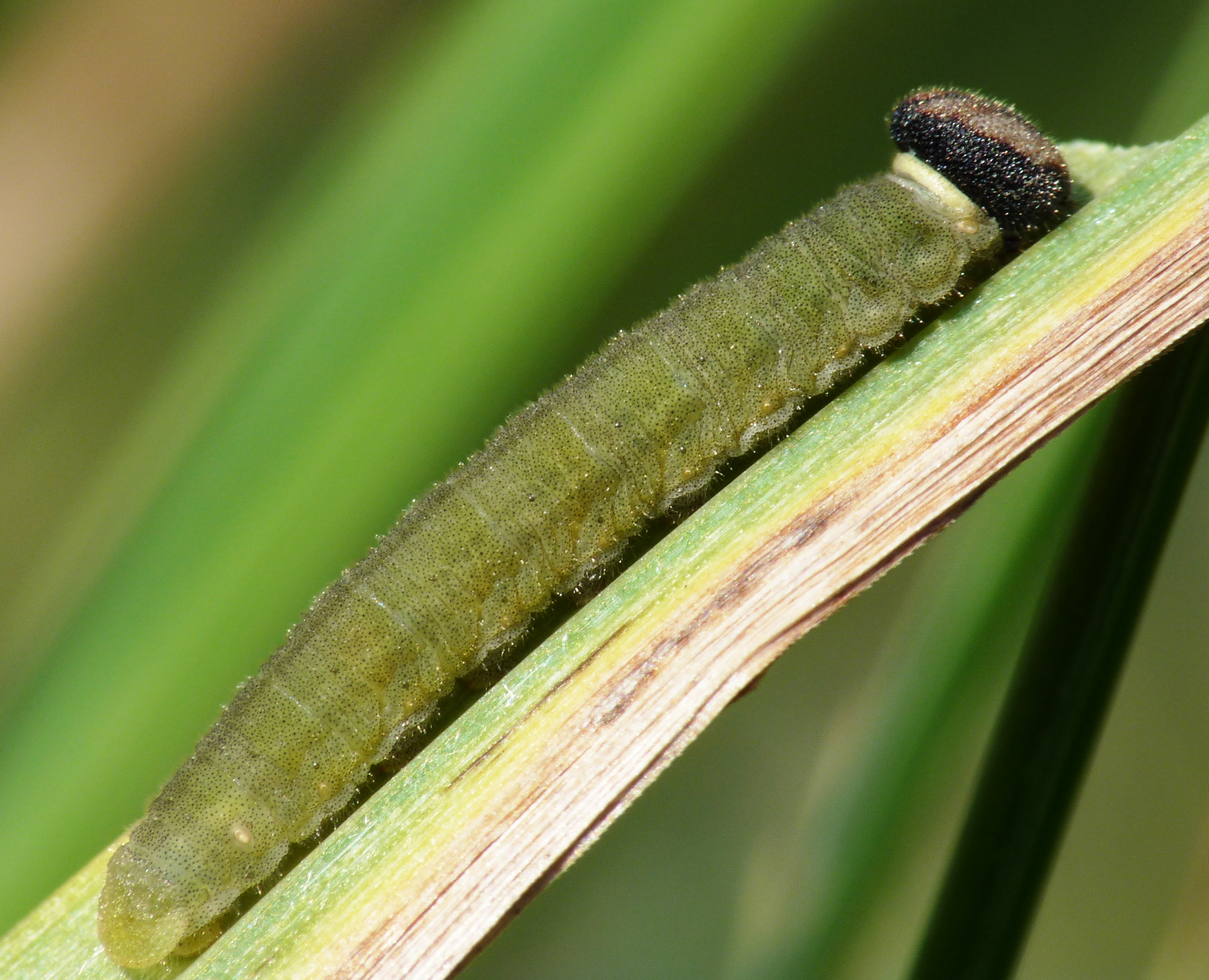
Ochlodes sylvanus, oruga

### Trapezitinae
Subfamilia estrechamente emparentada con la anterior, de la cual se diferencia por tener las venas discocelulares del ala trasera dirigidas hacia el ápex del ala (son verticales o apuntan hacia la base del ala en las Hesperiinae). Las orugas, como ocurre en los Hesperiinae, se alimentan de monocotiledonas. 16 géneros / 60 especies de Australia, Nueva Guinea e islas cercanas.